# Hans Wijers
Gerardus Johannes « Hans » Wijers, né le 11 janvier 1951 à Oostburg, est un homme politique néerlandais membre des Démocrates 66 (D66). Il est ministre des Affaires économiques entre 1994 et 1998.

## Biographie

### L'université, de la formation à l'emploi
Il sort diplômé de sciences économiques de l'université de Groningue en 1976. Il devient alors professeur dans ce domaine, à la faculté des sciences sociales de l'université Érasme de Rotterdam et adhère aux D66. En février 1982, il y obtient son doctorat de sciences économiques.
Il intègre alors le ministère des Affaires sociales et occupe un poste de cadre au sein de la direction de la Coordination de la politique de l'emploi. Parallèlement, il coordonne tout le volet socio-économique du projet des Démocrates 66 pour les législatives anticipées qui ont lieu cette même année.

### Parcours dans le secteur privé
En 1985, il est recruté par la société de consultants Bakkenist, Spits & Co. Il y exerce le métier de conseiller en organisation jusqu'en 1987, lorsqu'il rejoint la société de consultants Horringa & De Koning en tant qu'associé.

### Ministre de l'Économie
Hans Wijers est nommé ministre des Affaires économiques le 22 août 1994 dans le premier gouvernement du Premier ministre travailliste Wim Kok. Entre le 4 et le 26 juin 1996, il exerce l'intérim du ministère des Finances du fait de l'hospitalisation du libéral Gerrit Zalm.

### Après la politique
Il ne se présente pas aux élections législatives de mai 1998, qui voient la majorité sortante reconduite. Dans le cadre des négociations ministérielles, son portefeuille revient au parti libéral et il quitte ses fonctions le 3 août suivant.
Dès janvier 1999, il est nommé vice-président de Boston Consulting Group. Il quitte ce poste en mai 2002 et rejoint cinq mois plus tard le conseil d'administration de la compagnie chimique AkzoNobel. Il en exerce du 1er mai 2003 au 1er mai 2012.